# Joni Mitchell
Joni Mitchell (născută Roberta Joan Anderson la 7 noiembrie 1943) este o cântăreață de muzică folk, compozitoare și pictoriță, originară din Canada.
Joni Mitchell și-a început cariera artistică prin concerte mărunte în cluburile de noapte din vestul Canadei, apoi pe străzile din Toronto. La mijlocul anilor 1960 s-a îndreptat spre New York, scena bogată a muzicii folk la acea vreme. Primul ei album a apărut în 1968, atingând faima întâi ca și compozitoare (cu piesele „Urge for Going”, „Chelsea Morning”, „Both Sides Now”, „Woodstock”) și mai apoi ca interpretă. După ce s-a stabilit definitiv în California de Sud, Joni Mitchell a jucat un rol central în mișcarea folk-rock la nivel mondial. Blue, album apărut în 1971, este considerat de critici drept unul dintre cele mai puternice și influente realizări muzicale ale vremii. Mitchell a avut de asemenea succese enorme pe scena pop cu piese precum „Big Yellow Taxi”, „Free Man in Paris” și „Help Me”, ultimele două piese se pot regăsi pe albumul „Court and Spark”.
Vocea de soprană, stilul armonic deosebit de a cânta la chitară, orchestratiile la pian, toate acestea au făcut ca Joni Mitchell să fie numită doamnă de excepție a folkului internațional. 
Munca ei este recunoscută și apreciată atât de critici cât și de alți colegi muzicieni de marcă. Revista Rolling Stones o numește unul dintre cei mai mari cântăreți din toate timpurile, iar Allmusic spune despre ea: „Când praful se așază, Joni Mitchell rămâne cea mai importantă și influentă artistă a secolului XX”. Spre sfârșitul anilor 1990, Mitchell a avut o influență remarcabilă asupra unor cântăreți de genuri dintre cele mai variate: R&B, rock alternativ, jazz. Critic al industriei muzicale, Mitchell și-a întrerupt activitatea de înregistrare, axându-se mai mult pe pictură. De-abia în anul 2007 a apărut un album nou, „Shine”, după o absență de nouă ani a cântecelor ei.

## Biografie
Joni Mitchell s-a născut în 7 noiembrie 1943 la Fort Macleod, Alberta, Canada. Mama ei, Myrtle Anderson, a fost profesoară, iar tatăl, Bill Anderson, ofițer în cadrul Royal Canadian Air Force. La 11 ani, după o serie de mutări cauzate de război și de slujbele tatălui ei, familia Anderson s-a stabilit în Saskatoon, Saskatchewan, oraș pe care artista îl consideră orașul ei natal.
Joni Anderson a început de mică să învețe pe cont propriu ukulele și, mai târziu, chitara. După terminarea liceului, a făcut un an la Institutul Superior de Artă și Design din Calgary, dar în 1964 s-a hotărât să plece în Toronto pentru a deveni cântăreață de muzică folk. La scurt timp l-a cunoscut pe viitorul ei soț, cantautorul Chuck Mitchell, de la care a preluat numele de familie. În vara anului 1965, Chuck Mitchell a luat-o pe Joni cu el în Statele Unite ale Americii. După aproximativ un an și jumătate însă, parteneriatul între cei doi s-a destrămat, iar Joni s-a hotărât să-și lanseze cariera solo.

## Carieră
1967 a fost anul în care Joni Mitchell s-a mutat în New York City pentru a-și îndeplini visele muzicale. A cântat pe toată Coasta de Est a Americii, din Philadelphia, Boston, Fort Bragg și până în Carolina de Nord. Obișnuia să cânte în cafenele și baruri, creându-și între timp propriul material. N-a trecut mult până ce stilul ei inovativ și compozițiile deosebite au devenit cunoscute. Primele ei cântece, "Urge for Going", "Both Sides Now" și "Chelsea Morning" au fost interpretate de diverși artiști ai momentului, printre care și Judy Collins. David Colby a fost cel care a influențat-o pe Joni să-și interpreteze propriile creații. Din acel moment a început progresul canadiencei pe scena muzicii folk din Statele Unite ale Americii. Astfel a apărut în martie 1968 primul album semnat Joni Mitchell, sub egida Reprise Records. Albumul se numea “Song to a Seagull”. Mitchell a demarat promovarea noului album prin turnee în toată America, iar spiritul creator a ajutat-o să scoată următorul album, “Clouds”, în aprilie 1969. Acesta includea unele din cântecele ei deja cunoscute, “Chelsea Morning”, “Both Sides Now” și “Tin Angel”, dar într-o interpretare inedită. Aprecierile nu au întârziat să apară. În martie 1970, “Clouds” i-a adus primul premiu Grammy pentru cea mai bună interpretare folk. Tot în 1970, Joni a fost numită Top Female Performer de către Melody Maker, cea mai citită revistă de muzică pop din Marea Britanie.
Albumul Blue, scos pe piață în iunie 1971, a reprezentat un succes aproape instantaneu, ajungând în top 20 în Billboard Album Charts pe luna septembrie și British Top 3. Single-ul ales de pe album a fost piesa „Carey”, dar majoritatea pieselor aveau o muzicalitate care marca un real progres din punct de vedere al orchestrației, al instrumentelor utilizate și al părților ritmice simple și, în același timp, emoționante. Albumele care au urmat, "For the Roses", "Court and Spark", "The Hissing of Summer Lawns", "Hejira" și toate până la retragerea ei de pe piața muzicală (în 2002) au venit să accentueze succesul cantautoarei și inovația în materie de stiluri muzicale.

## Stil muzical

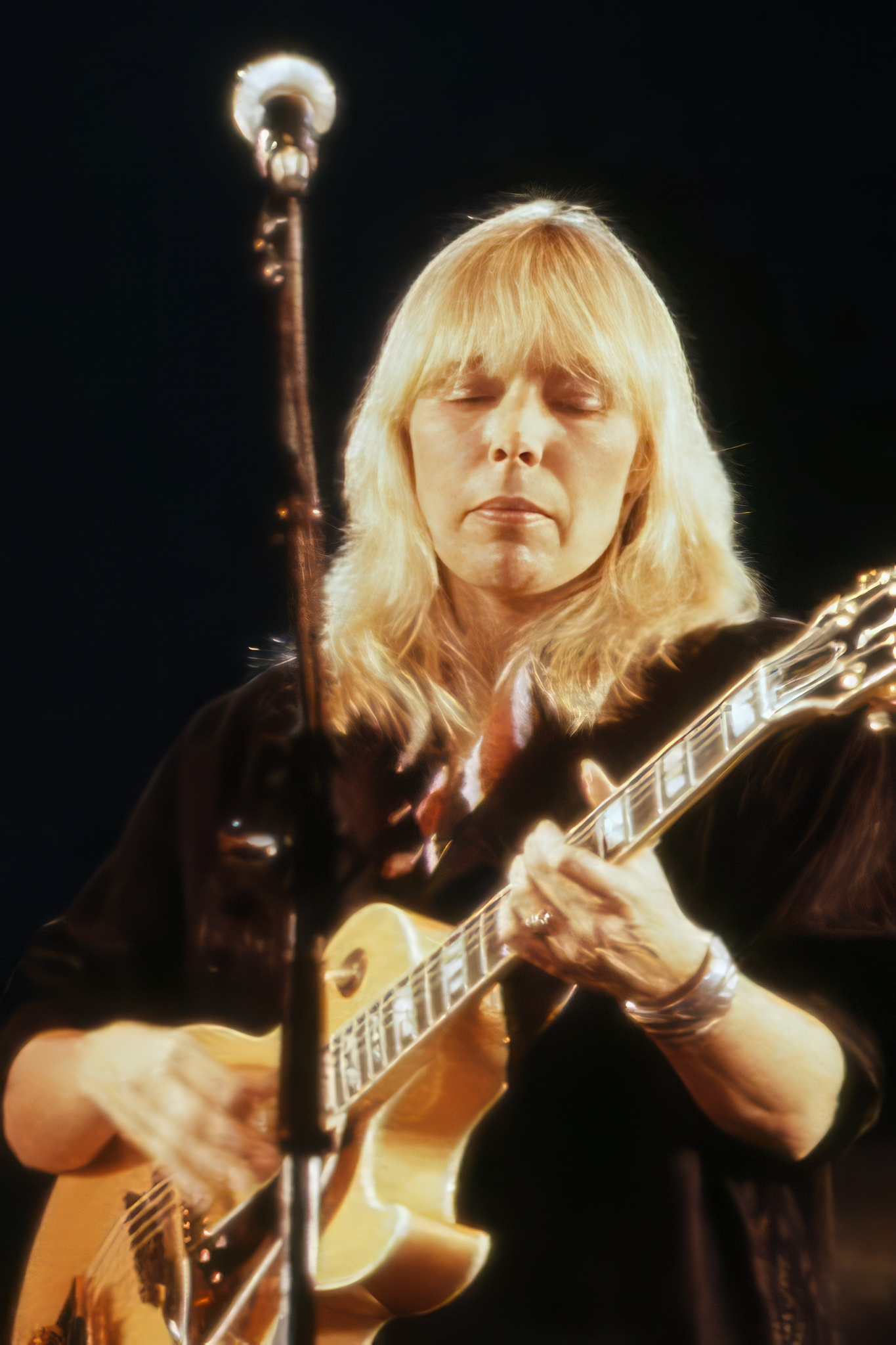
Joni Mitchell în 1983

Deși unele dintre cele mai populare cântece ale lui Joni au fost înregistrate folosind pianul, merită menționat faptul că aproape toate cântecele compuse pe chitară au o acordare specială, nestandard; Joni a scris cântece în aproximativ 50 de tonalități diferite, pe care ea însăși obișnuia să le numească Joni’s weird chords. În principiu, acordurile folosite de ea sunt simple, dar variațiile de tonalități și ritmurile alternative de ciupit fac ca sunetul chitarei să fie unul special. În 1995, unul dintre prietenii apropiați ai lui Mitchell, Fred Walecki, proprietar al Westwood Music în Los Angeles, a găsit o soluție pentru problemele care apăreau în timpul concertelor live ale cântăreței, când aceasta schimba des tonalitățile. Walecki a conceput o chitară stil Stratocaster care să funcționeze cu sistemul Roland VG-8 (Virtual Guitar), capabil să configureze electronic numeroase tonalități.
În 2003, revista Rolling Stones a desemnat-o pe locul 72 în topul Greatest Guitarists of all time. Dintre femeile care apar în acest clasament, ea deține cea mai înaltă poziție.
Muzica lui Joni Mitchell a influențat artiști precum: Tori Amos, Led Zeppelin, Alanis Morissette, Bjork, Counting Crows, Kate Bush, Jeff Buckley, Elvis Costello, Janet Jackson, George Michael, Annie Lennox, Madonna, Prince, Roxette, KT Tundstall, Seal. Spre exemplu, cântecul lui Prince, Balada lui Dorothy Parker de pe albumul Sign O the Times (1987), aduce un tribut cântăreței, atât prin armonicele tipic Mitchell cât și prin utilizarea aceleeași tehnici de compoziție. Mulți artiști de talie internațională s-au bucurat de succes făcând coveruri după piesele lui Joni Mitchell. Big Yellow Taxi în varianta Counting Crows a fost un real succes pentru trupă. Artiști rap precum Kanye West și Mac Dre au utilizat în piesele lor mostre din partiturile ei. Annie Lennox a făcut un cover după piesa “Ladies Of the Canyon”, iar Mandy Moore a cântat cunoscuta “Help Me”. “A Case of You” a fost preluată de Tori Amos, Michelle Branch, Jane Monheit, Prince și Diana Krall. Versiunea lui Prince a apărut pe compilația “A Tribute to Joni Mitchell”, alături de reinterpretările: Bjork (“The Boho Dance”), Caetano Veloso (“Dreamland”), Sufjan Stevens (“Free Man in Paris”) și Cassandra Wilson (“For the Roses”).

## Premii și onoruri
În anul 1995, Mitchell a primit premiul Billboard’s Century Award. Un an mai târziu i s-a acordat premiul Polar music Prize. În 1997, Mitchell a fost adăugată în The Rock and Roll Hall of Fame, dar nu a participat la ceremonie.
A primit nouă premii Grammy de-a lungul carierei, primul obținându-l în 1969, iar cel mai recent în 2008. În 2002 a primit premiul Grammy Lifetime Achievement Award, fiind descrisă ca una dintre cele mai importante femei ale epocii rock și o influență puternică asupra tuturor artiștilor care îmbrățișează diversitatea, imaginația și integritatea.
Dar Mitchell nu a fost onorată doar cu premii muzicale, ea a fost extrem de apreciată în Canada pentru succesele ei artistice, astfel încât în 2002 a devenit purtătorul Ordinului Canadei.
În 1999 Mitchell a ajuns pe locul 5 în topul VH1 “The Greatest Women of Rock’n Roll”, iar în noiembrie 2006 albumul său, “Blue” a intrat în topul “All time 100 Albums”, realizat de revista Time.

## Discografie
Albume de studio
- 1968: Song to a Seagull
- 1969: Clouds
- 1970: Ladies of the Canyon
- 1971: Blue
- 1972: For the Roses
- 1974: Court and Spark
- 1975: The Hissing of Summer Lawns
- 1976: Hejira
- 1977: Don Juan's Reckless Daughter
- 1979: Mingus
- 1982: Wild Things Run Fast
- 1985: Dog Eat Dog
- 1988: Chalk Mark in a Rain Storm
- 1991: Night Ride Home
- 1994: Turbulent Indigo
- 1998: Taming the Tiger
- 2000: Both Sides Now
- 2002: Travelogue
- 2007: Shine